# Заслуженный сотрудник следственных органов Российской Федерации
«Заслу́женный сотру́дник сле́дственных о́рганов Росси́йской Федера́ции» — почётное звание, входящее в систему государственных наград Российской Федерации.

## История награды
Звание установлено Указом Президента Российской Федерации В. В. Путина от 26 июня 2013 года № 582 «Об установлении почетного звания „Заслуженный сотрудник следственных органов Российской Федерации“». Тем же указом утверждено Положение о почётном звании.

## Положение о почётном звании
1. Почётное звание «Заслуженный сотрудник следственных органов Российской Федерации» присваивается высокопрофессиональным сотрудникам следственных органов Российской Федерации за личные заслуги:
- в обеспечении защиты прав и свобод человека и гражданина, укреплении законности и правопорядка в Российской Федерации;
- в борьбе с преступностью и коррупцией;
- в разработке и осуществлении мер по реализации государственной политики в сфере исполнения законодательства Российской Федерации об уголовном судопроизводстве.

2. Почётное звание «Заслуженный сотрудник следственных органов Российской Федерации» присваивается, как правило, не ранее чем через 20 лет в календарном исчислении с начала осуществления служебной деятельности в следственных подразделениях федеральных органов государственной власти и при наличии у представленного к награде лица ведомственных наград (поощрений) федеральных органов государственной власти или органов государственной власти субъектов Российской Федерации.